# Raoellidae
Raoellidae — вымершее семейство пальцеходящих парнокопытных из клады Whippomorpha. Ранее это семейство включали в состав Helohyidae. Окаменелости найдены в эоценовых слоях Южной и Юго-Восточной Азии.
Исключительно хорошо сохранившийся скелет Indohyus из Кашмира говорит о том, что раоэллиды были «недостающим звеном» для реконструкции эволюции китообразных — сестринской группой для примитивных предков китов. Все прочие парнокопытные являются родственниками этих двух групп. Показатели δO18 и остеосклеротические кости указывают на то, что внешне напоминавший енота Indohyus, хотя и обитал главным образом в воде, но показатели δC13 говорят, что редко питался пищей водного происхождения. Авторы предполагают, что это свидетельствует о переходной ступени от наземного к водному образу жизни (что произошло при эволюции китов).

## Таксономия
- Raoella:
  - Raoella dograi;
- Haqueina:
  - Haqueina haquei;
- Indohyus:
  - Indohyus indirae;
  - Indohyus major;
- Kunmunella:
  - Kunmunella kalakotensis;
  - Kunmunella transversa;
- Metkatius:
  - Metkatius kashmiriensis;
- Khirtharia:
  - Khirtharia aurea;
  - Khirtharia dayi;
  - Khirtharia inflatus.